# 上代貴子
上代 貴子（じょうだい たかこ、1972年 <昭和47年> 8月31日 - ）は関西を中心に活動するフリーアナウンサー。大阪府堺市出身。ノートルダム清心女子大学人間生活学部児童学科卒。昭和プロダクション所属。愛称はジョー。

## 人物
- 2018年11月までは、日本道路交通情報センター（JARTIC）から、関西地方のラジオ向けの交通情報をおよそ10年にわたって担当していた。その一方で、有名ホテルの専属司会をはじめ・レストラン・料亭・ハウスウェディングなどでのブライダル、ステージ司会やトークショーなど多種多様な現場を1000件以上経験。現在では、ブライダル司会レッスン講師、車掌放送研修講師、ボイススクール講師なども務める。
- JARTICでの交通情報担当期間終了後は、フリーアナウンサーとして、ラジオ番組を中心に活動。2019年7月1日からは、自身初のレギュラー番組として、『レイディオ・ゴー!』（MBSラジオ平日5時台の生ワイド番組）月 -火- 水曜分のパーソナリティを1人で担当していた[2]。この番組では、スタジオからの交通情報も担当。木・金曜分では、自身と同じくJARTICで交通情報を担当した経験を持つ柴田由美子（フリーアナウンサー）をパーソナリティに起用しているが、上代が入所したときに既に柴田は退職していたため、同時にJARTICに在職したことはない。
- 昭和歌謡に詳しい[3]。番組でコンサート公演に行く話をよくするが、岩崎宏美の公演は毎年参加していると公言[4]。平井堅、安全地帯[5]やアリス、2019年に番組出演した平松愛理の公演にも参加した[6]。
- 2021年10月1日より昭和プロダクションに所属している[7]。

## 資格
- 一般社団法人色彩心理カウンセリング協会 色彩心理カウンセラー1級
- 文部科学省認定色彩コーディネーター2級
- ライフオーガナイザー2級

## 出演番組

### 現在
- 原田年晴 かぶりつきマンデー!（ラジオ大阪、2023年1月2日-）
- ヤマヒロのぴかッとモーニング(MBSラジオ、2024年4月5日-)

### 過去
- あどりぶラヂオ（MBSラジオ）
- あどりぶラヂオスペシャルウィーク直前スペシャル（MBSラジオ、2019年6月10日）[8]
- ジョーとミサオの『虹色ハピネスカフェRadio♪』（ホンマルラジオ）
- Nestlé presents CHEER UP! MORNING（FM大阪、TOKYO FM、2019年3月2日・3月9日）[9][10]
- ドリームウィーク直前 スペシャル!レイディオ・ゴー!冬歌スペシャル（MBSラジオ、2019年12月9日）[11]
- レイディオ・ゴー! 月-火-水曜日パーソナリティ（MBSラジオ、2019年7月1日 - 2021年10月1日）[12]